# Nowa Dęba
Nowa Dęba est une ville de la voïvodie des Basses-Carpates, dans le sud-est de la Pologne. Elle est le chef-lieu de la gmina de Nowa Dęba, dans le powiat de Tarnobrzeg.. Sa population s'élevait à 11 507 habitants en 2012.
À proximité se situe un camp militaire ; en 2022, lors de l'invasion de l'Ukraine par la Russie, la 82e division aéroportée américaine s'y entraine avec des unités blindées de l'armée polonaise.